# Jere Abbott
Jere Abbott (Dexter, 5 de octubre de 1897-Ibidem, 9 de julio de 1982) fue un historiador de arte y director de museo estadounidense. Fue director asociado fundador del Museo de Arte Moderno de Nueva York de 1929 a 1932, y director del Museo de Arte del Smith College de 1932 a 1946.

## Biografía
Nacido en Dexter, Maine, es hijo de Arthur Preston Abbott y Flora Shaw Parkman. Recibió su BSC en el Bowdoin College y posteriormente acudió a la Universidad Harvard con la intención de estudiar física. Allí, conoció al historiador del arte Alfred Barr, quien despertó su interés en el campo. Luego, realizó estudios en Francia y Rusia y, al regresar a su país natal, se trasladó a la Universidad de Princeton para licenciarse en historia del arte.
En 1929, ayudó a establecer el Departamento de Bellas Artes en la Universidad Wesleyana y comenzó a trabajar como director asociado fundador del Museo de Arte Moderno bajo la dirección de su director, Barr. Ocuparía este último cargo hasta 1932. Ese mismo año, fue nombrado director del Museo de Arte del Smith College, donde también impartió cursos de arte moderno. Contribuyó decisivamente a que el museo se centrara en el coleccionismo de obras modernas como "Mesa, guitarra y botella" de Pablo Picasso (1919).
En 1946, se retiró del Smith College para regresar al negocio familiar como tesorero de Amos Abbott Woolen Manufacturing Company, con sede en su ciudad natal de Dexter. Durante un lapso de treinta y cinco años, también se desempeñaría como administrador de la Biblioteca Abbott Memorial local.
En 1970, recibió el título de doctor honoris causa en Bellas Artes del Colby College. Tras su fallecimiento en 1982, legó a la universidad un fondo de adquisiciones de 4,3 millones de dólares al Museo de Arte de Colby College. En 2002, estos fondos ayudaron a la universidad a adquirir la escultura "Siete Paredes" de Sol LeWitt. Los documentos personales de Abbott ahora se conservan en los archivos de Bowdoin y Smith College, respectivamente.